# Reinhold Strassmann
Reinhold Strassmann (oder Straßmann) (geboren 24. Januar 1893 in Berlin; gestorben Ende Oktober 1944 im KZ Auschwitz) war ein deutscher Mathematiker.

## Leben
Strassmann war ein Sohn des Gerichtsmediziners Fritz Strassmann und dessen Ehefrau Rosalie Friederike geb. Borchardt. Er studierte nach dem Abitur am Kaiserin-Augusta-Gymnasium in Charlottenburg ab 1911 Mathematik, Physik und Philosophie in Berlin und Marburg. Strassmann diente im Ersten Weltkrieg als Kriegsfreiwilliger beim 1. Garde-Dragoner-Regiment und dann bei der Infanterie und wurde durch einen Granatsplitter so schwer verletzt, dass er in seiner Gesundheit bleibend beeinträchtigt war und immer wieder Sanatorien in der Schweiz besuchen musste. Trotz seiner Verletzung blieb er weiter Soldat in einer Maschinengewehr-Kompanie und war dann bei der Königlichen Landesaufnahme in Berlin. 1919 heiratete er Priska Anna Wilhelmine geborene Albert – eine Tochter von Peter Paul Albert – und setzte das Studium in Berlin fort. Er wurde November 1923 an der Universität Marburg unter Kurt Hensel mit Auszeichnung promoviert. Der Titel der Dissertation war Zur Theorie der p-adischen Zahlen. Das Gausssche Fundamentaltheorem und die einem p-adischen Körper enthaltenen Einheitswurzeln. Nach der Promotion war er beim Bankhaus Baruch Strauss in Marburg.
1936 verlor er aufgrund der rassistischen Politik der Nationalsozialisten seine Anstellung als Versicherungsmathematiker bei der Allianz. Er lehnte es ab, das nationalsozialistische Deutschland zu verlassen, da er seinen nach einem Schlaganfall ans Bett gefesselten Vater pflegte, bereitete sich aber auf die Auswanderung vor. Sein Bruder Georg emigrierte 1938 und auch Verwandte, die Strassmann bei sich aufnahm, entkamen noch 1939.

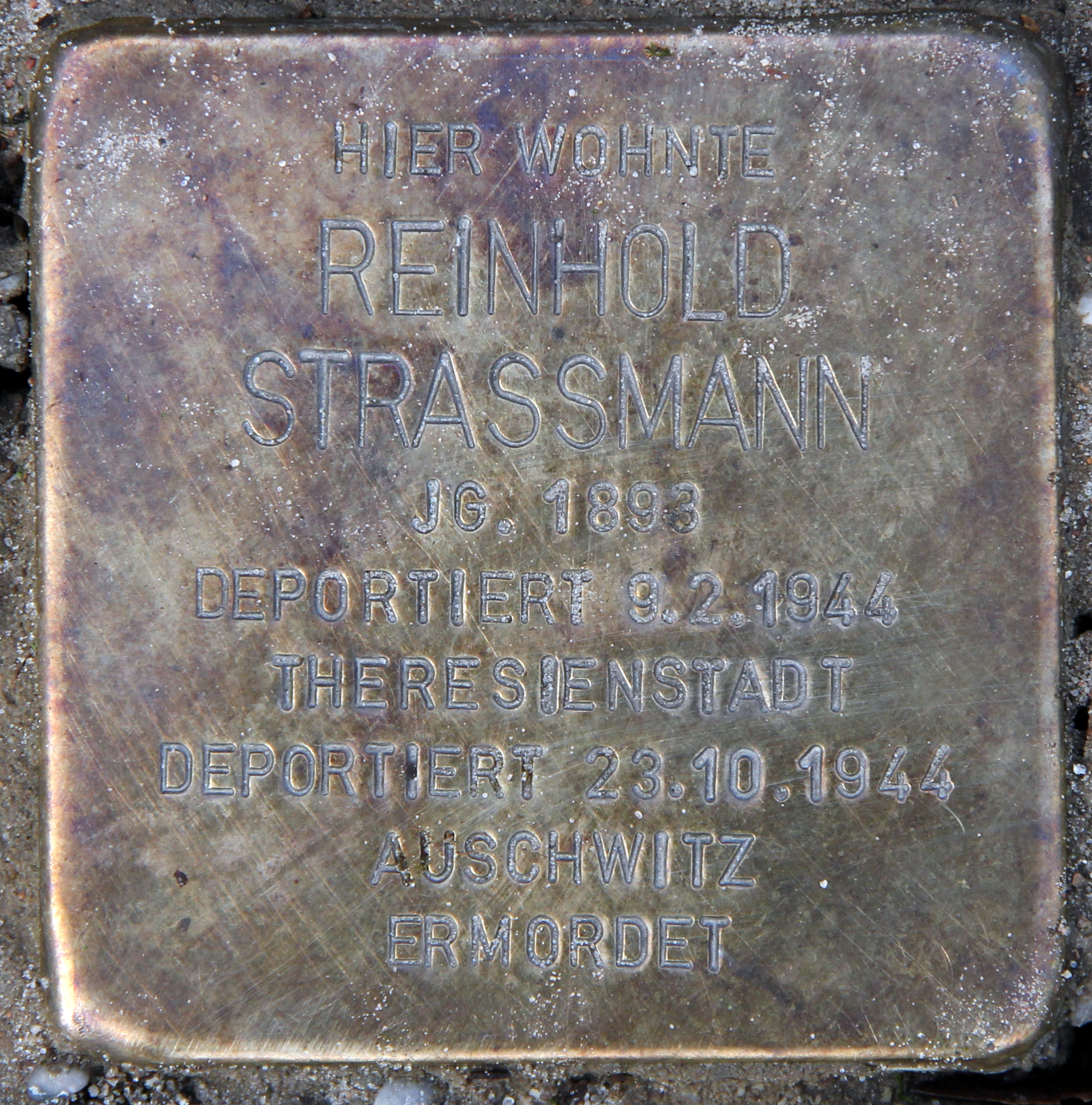
Stolperstein für Reinhold Strassmann in Berlin-Schlachtensee

Als sein Vater 1940 starb, war es zu spät auszuwandern. 1941 musste er zwangsweise sein Haus verkaufen und kam ins Ghetto im Bayerischen Viertel. Er konnte zweimal der Deportation entgehen, da seine Frau, eine Krankenschwester, die ihn im Ersten Weltkrieg pflegte und von der er getrennt lebte, jedes Mal aus Freiburg anreiste um sich für ihn zu verwenden. Strassmann wurde 1944 in das KZ Theresienstadt deportiert. Am 23. Oktober 1944 wurde er von Theresienstadt in das KZ Auschwitz verbracht, wo er bald darauf ermordet wurde, „… nackt in einem Betonraum dem einströmenden Zyklon B ausgesetzt …“.
Der Satz von Strassmann ist das p-adische Analogon des Identitätssatzes für Potenzreihen im Komplexen. Er wurde von Strassmann 1928 veröffentlicht.
Sein Bruder war der Rechtsmediziner Georg Straßmann.